# Edel Robyns
Edel Robyns (Hasselt, 26 mei 1993) is een Belgische voormalig handbalster.

## Levensloop
Robyns was actief bij Initia Hasselt, met deze club won ze tweemaal (2015 en 2016) de landstitel. Vanaf het seizoen 2017-'18 maakte ze de overstap naar Achilles Bocholt. Met deze club won ze in 2019 de landstitel. Na twee seizoenen keerde ze terug naar Initia Hasselt, alwaar ze actief bleef tot het einde van het seizoen 2021-'22. Dat seizoen won ze met Initia de Beker van België.
Ze werd verkozen tot handbalster van het jaar in 2019 en 2022.
Haar zus Sam en broer Tom zijn ook actief in het handbal.